# Günther von Pechmann

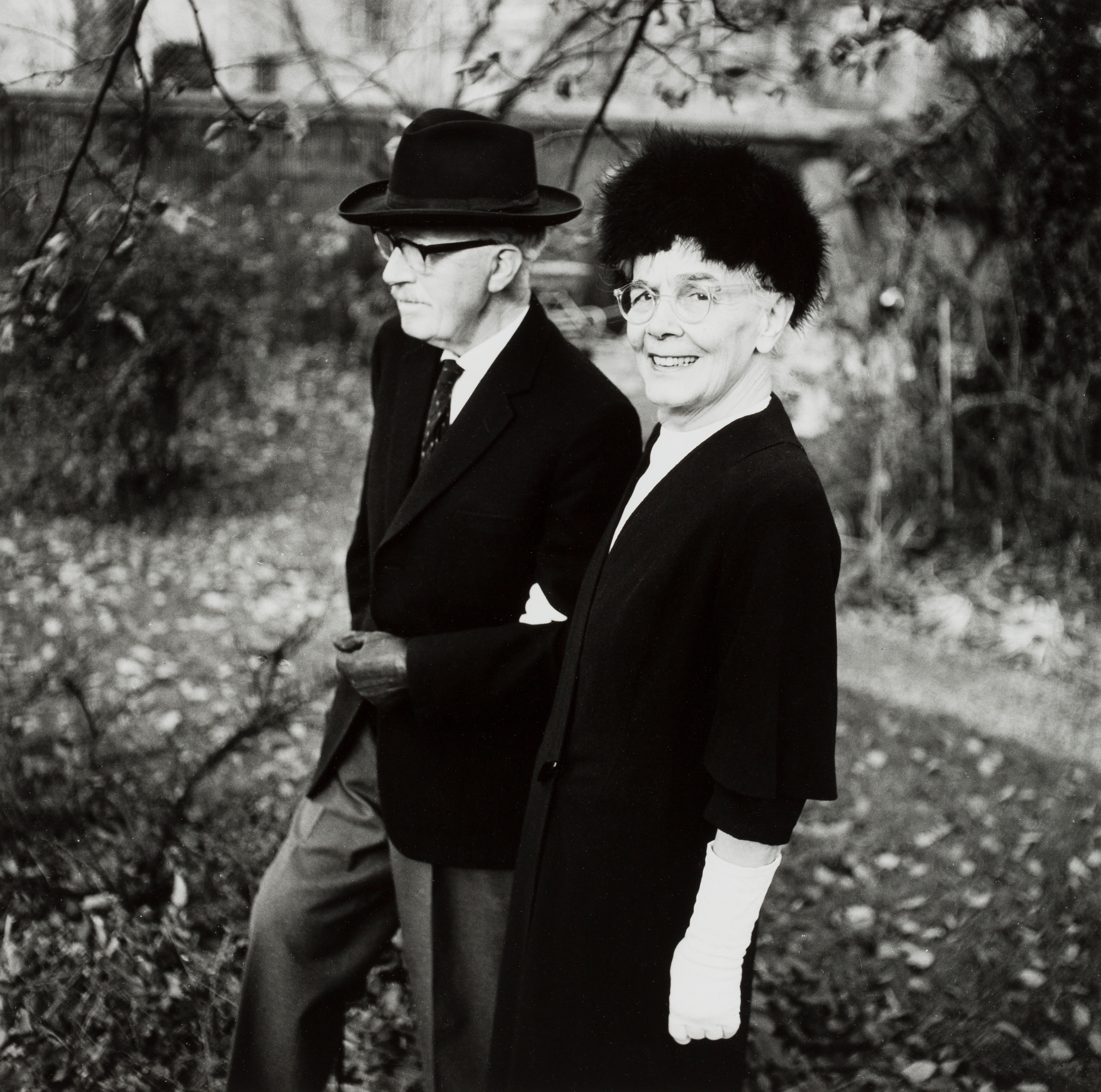
Günther von Pechmann mit seiner Frau Alice (1963)

Hans Max August Günther Freiherr von Pechmann (* 10. November 1882 in Neu-Ulm; † 12. September 1968 in München) war ein deutscher Museumsleiter und Kultur- und Wirtschaftspolitiker.

## Leben
Er war der Sohn des bayerischen Hauptmanns Ludwig Freiherr von Pechmenn und dessen Ehefrau Anna, geborene Freiin von Malchus.
Pechmann absolvierte das Kadettenkorps und trat am 7. Juli 1901 als Portepeefähnrich in das Infanterie-Leib-Regiment der Bayerischen Armee ein. Dort avancierte er Ende Oktober 1903 zum Leutnant. Am 11. April 1904 wurde Pechmann auf ein Jahr beurlaubt, um sich dem Studium der Staatswissenschaften zu widmen. Anschließend ließ er sich zu den Reserveoffizieren des Regiments versetzen. Pechmann studierte bis 1907 Rechtswissenschaften und Volkswirtschaft an der Ludwig-Maximilians-Universität München und an der Albert-Ludwigs-Universität Freiburg. 1908 wurde er auf Empfehlung von Richard Riemerschmid zur Vorbereitung der „Ausstellung München 1908“ verpflichtet. 1909 bis August 1914 war er Leiter der staatlich geförderten Vermittlungsstelle für angewandte Kunst, Geschäftsführer der Vereinigung für angewandte Kunst, später des „Münchner Bundes“. 1910 trat er dem Deutschen Werkbund bei.
Ab 1914 nahm er am Ersten Weltkrieg teil, wurde am 24. Juni 1916 mit dem Ritterkreuz des Militär-Max-Joseph-Ordens beliehen und bei Kriegsende als Major der Reserve aus dem aktiven Dienst entlassen. 1920 schloss er sein Studium mit einer Dissertation über Die Qualitätsarbeit ab. Anschließend war Pechmann mehrere Jahre in der rheinischen und mitteldeutschen Industrie tätig. Im Mai 1925 wurde Pechmann mit der Leitung der neu eingerichteten Abteilung für Gewerbekunst am Bayerischen Nationalmuseum betraut, die 1926 als „Die Neue Sammlung“ selbständiges Museum für Angewandte Kunst wurde und 1928 die Werkstätten der Stadt Halle. Burg Giebichenstein vorstellte. Pechmann baute sie zu einer der ersten europäischen Sammlungen modernen Kunstgewerbes der Zeit ab 1840 auf. Ebenso wichtig wie die Sammlungstätigkeit war für ihn Bildung und Vermittlung. So engagierte sich Pechmann für die gewerblichen Fachschulen, aber auch für die Förderung künstlerischer Geschmacksbildung im Schulunterricht. Von München wechselte er 1929 als Direktor der Staatlichen Porzellan-Manufaktur Berlin (KPM). Dort setzte er in Zusammenarbeit mit den Grundsatz des Deutschen Werkbunds von der „Form ohne Ornament“ konsequent um. In Zusammenarbeit mit zeitgenössischen Künstlern wie Marguerite Friedlaender von der Kunstgewerbeschule Halle Burg Giebichenstein, mit Gerhard Marcks und Trude Petri ließ er mit Erfolg qualitätvolles Gebrauchsporzellan für die Serienproduktion entwickeln. Zugleich erreichte er damit die wirtschaftliche Gesundung der KPM – trotz der Weltwirtschaftskrise. Zeitgleich gehörte Pechmann als maßgebliches Mitglied des Deutschen Werkbunds zu den prägenden Figuren deutscher Kulturpolitik in der Weimarer Republik. Auf Druck der Nationalsozialisten musste Pechmann 1938 die Leitung der KPM aufgeben und zog sich bis Kriegsende auf das Familiengut Oberhof bei Tettnang in Württemberg zurück. Er verfasste während dieser Zeit weiter Zeitschriftenbeiträge, die sich mit den Vorteilen „schlichter“ Einrichtung befassten, beispielsweise über die Deutschen Werkstätten Hellerau in der Zeitschrift Die Innendekoration. 1946 wurde Pechmann erneut mit Wiederaufbau und Leitung der Neuen Sammlung in München sowie der künstlerischen Aufsicht über die bayerischen Kunstgewerbeschulen betraut. 1951 übernahm er den Vorsitz des Arbeitskreises für Industrielle Formgebung, 1952 war er Mitglied des Rats für Formgebung. Über seine Pensionierung 1952 hinaus war er als Berater und Jurymitglied für Messen und Industrie-Ausstellungen tätig. Er war Mitglied der deutschen Jury der Kommission der Weltausstellung 1958 in Brüssel.
1962 wurde ihm das Große Verdienstkreuz des Verdienstordens der Bundesrepublik Deutschland verliehen.
Pechmann war mit der Innenarchitektin Alice, geborene Hesse (1882–1976) verheiratet. Sie war in erster Ehe mit dem Kritiker und Stadtplaner Werner Hegemann verheiratet.

## Werke (in Auswahl)
- mit Walther Rietzler: Die Ausstellung München 1908. München 1908.
- Die Qualitätsarbeit. Ein Handbuch f. Industrielle, Kaufleute, Gewerbepolitiker. Frankfurt am Main 1924.
- Lichte Erde, gebrannte Erde. Ausstellung der dt. Glasindustrie u. der dt. feinkeram. Industrie. Hrsg. für die Ausstellung Deutsches Volk, deutsche Arbeit. Berlin 1934.
- mit Carl Georg Heise (Hrsg.): Die Italienische Komödie in Porzellan von Franz Anton Bustelli. Der Kunstbrief, Berlin 1947.
- Richtlinien für die Beteiligung der deutschen Bundesregierung an Internationalen Ausstellungen. 1951.
- Der Werkbundgedanke in München. in: Denk' ich an München. hg. von Hermann Proebst, Karl Ude, München 1966, S. 50–58.